# 5' 非翻訳領域
5' 非翻訳領域（five prime untranslated region：5' UTR）は成熟mRNA のコーディング領域の上流にあるタンパク質に翻訳されない領域を指す。

成熟mRNA の構造

5' 非翻訳領域は転写開始点から始まり開始コドンの一つ手前の塩基で終了し、タンパク質発現を調節する部位を含んでいる。原核生物では5' 非翻訳領域にあるシャイン・ダルガノ配列がリボゾームの結合する部位になっている。一方真核生物の場合、5' 端にキャップ構造の付加がリボゾームを呼び込む働きに関わっている。また開始コドン近傍のコザック配列が翻訳の開始に関与している。5' 非翻訳領域に存在する幾つかのタンパク質発現制御部位が報告されている。
- IRES（internal ribosome entry sites）は翻訳を開始させる機能を持ち、リボゾームを呼び込む構造を持っている[1][2]。
- リボスイッチ（riboswitch）によるmRNA 自身による発現調節[3][4]。
- Upstream open reading frame（uORF）による翻訳活性の調節[5][6][7][8]。

この様な非翻訳領域での遺伝子発現の調節は生物の代謝の調節や細胞分化等に重要な役割を果たしていると考えられている。